# Kappel am Albis
Kappel am Albis é uma comuna da Suíça, no Cantão Zurique, com cerca de 867 habitantes. Estende-se por uma área de 7,87 km², de densidade populacional de 110 hab/km². Confina com as seguintes comunas: Baar (ZG), Hausen am Albis, Knonau, Mettmenstetten, Rifferswil, Steinhausen (ZG).
A língua oficial nesta comuna é o Alemão.